# 1129
1129 (MCXXIX) a fost un an obișnuit al calendarului iulian.

## Evenimente
- 13 ianuarie: Conciliul de la Troyes, convocat de papa Honoriu al II-lea la cererea lui Hugues de Payns, mare maestru al Ordinului templierilor: Ordinul este recunoscut oficial și îmbrățișează regulile Sfântului Bernard.
- 5 decembrie: O mare armată a cruciaților, compusă din creștini din Palestina, Antiohia, Edessa și Tripoli, ajunge sub zidurile Damascului; atacați în câmpia Ghouta de către bande de turci înarmați și de triburi arabe, trupele regelui Balduin al II-lea continuă înaintarea, însă vremea potrivnică face ca expediția să eșueze.

### Nedatate
- septembrie: Atabegul de Damasc, Bouri, regizează uciderea lui al-Mazdaghani, protector al sectei asasinilor; partizanii sectei sunt uciși de către mulțime, iar conducătorii lor crucificați; motivul măsurilor luate de Bouri l-ar fi constituit bănuiala că al-Mazdaghani ar fi negociat cedarea orașului către cruciați.
- decembrie: Zangi, conducătorul Alepului, îl invită pe emirul de Damasc, Bourri, să participe la o expediția împotriva cruciaților; Sawinj, fiul lui Bourri, este însă luat ostatec de către Zangi.
- Contele danez de Schleswig, Knud Lavard, îi supune pe slavii obodriți, care sunt nevoiți să îl recunoască drept rege, sub suzeranitatea împăratului Lothar al III-lea; la scurtă vreme, obodriții se răscoală împotriva danezilor.
- Foulque al V-lea pleacă în Țara Sfântă și își cedează drepturile asupra comitatelor Anjou și Maine către fiul său Geoffroy Plantagenet "cel Frumos".
- Jurchenii încheie cucerirea întregului nord al Chinei, după care traversează fluviul Yangtze în două direcții, către Jiangxi, respectiv Nanking.

## Arte, Știință, Literatură și Filozofie
- Este construit castelul Burgsteinfurt din Germania (astăzi, în localitatea Steinfurt).

## Înscăunări
- Geoffroy al V-lea, conte de Anjou și Maine (1129-1150).

## Nașteri
- Henric Leul, duce de Saxonia și Bavaria (d. 1195).

## Decese
- 17 februarie: Thoros I, rege al armenilor din Cilicia (n. ?)
- 24 iulie: Shirakawa, împărat al Japoniei (n. 1053)

### Nedatate
- septembrie: Al-Mazdaghani, vizir în Damasc (n. ?)
- Almos, principe maghiar, pretendent la tronul Ungariei (n. ?)
- Constantin al II-lea, rege al Armeniei (n, ?)
- Leopold, margraf de Stiria (n. ?)
- Symeon de Durham, cronicar englez (n. 1060)